# Miranda (Mato Grosso del Sur)

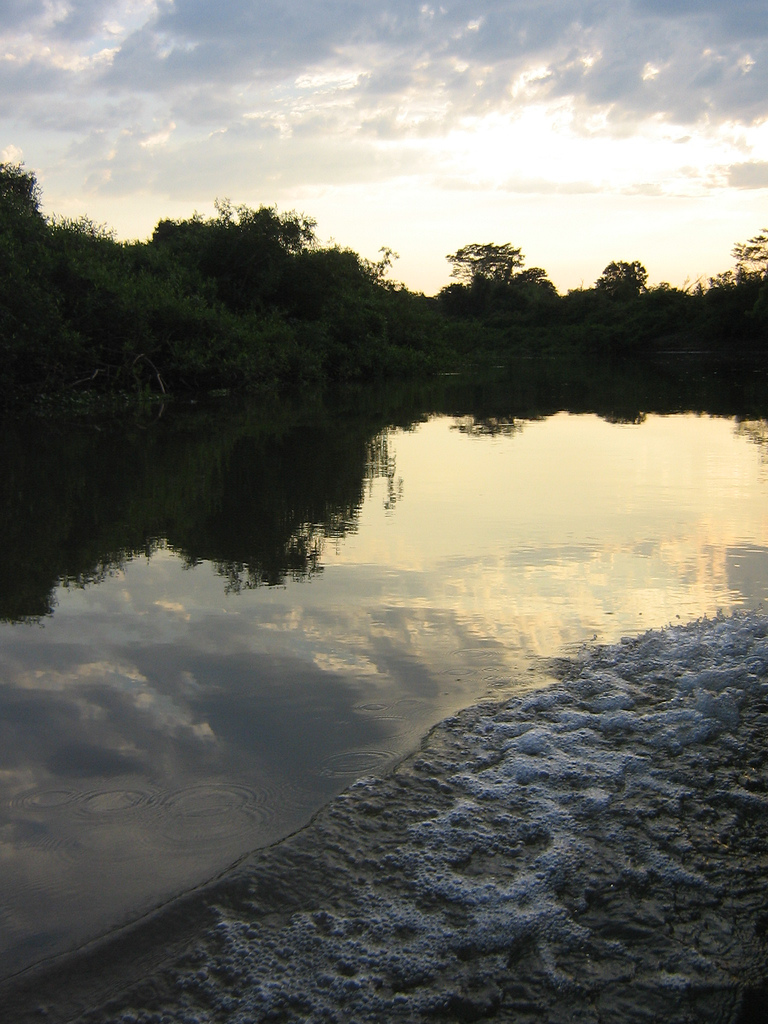
Vista de uno de los muchos pantanos del municipio brasilero

Miranda es un municipio brasileño del estado de Mato Grosso do Sul (20°14′S 56°23′O / -20.233, -56.383). Posee una superficie de 5.494,58 km², se encuentra a una altitud de 125 metros sobre el nivel del mar y su población estimada en 2004 era de 24.459 habitantes.
Gran parte de sus tierras son pantanosas, no en vano, es considerada como el Portal del Pantanal Sur, puesto que su gran extensión comienza prácticamente dentro de la localidad.